# Kanton Aubigny-en-Artois
Der Kanton Aubigny-en-Artois ist ein ehemaliger, bis 2015 bestehender französischer Wahlkreis im Arrondissement Arras, im Département Pas-de-Calais und in der Region Hauts-de-France; sein Hauptort war Aubigny-en-Artois. Vertreter im Generalrat des Départements war ab 1994 Jean-Michel Desailly.
Der Kanton Aubigny-en-Artois war 173,00 km² groß und hatte 12.650 Einwohner (Stand: 2012).

## Gemeinden
Der Kanton umfasste die Wahlberechtigten für die Départementswahlen aus 30 Gemeinden:
| Gemeinde                | Einwohner Jahr | Fläche km² | Bevölkerungsdichte | Code INSEE | Postleitzahl |
| ----------------------- | -------------- | ---------- | ------------------ | ---------- | ------------ |
| Agnières                | 249 (2013)     | –          | – Einw./km²        | 62012      | 62690        |
| Ambrines                | 254 (2013)     | –          | – Einw./km²        | 62027      | 62127        |
| Aubigny-en-Artois       | 1399 (2013)    | –          | – Einw./km²        | 62045      | 62690        |
| Averdoingt              | 285 (2013)     | –          | – Einw./km²        | 62061      | 62127        |
| Bailleul-aux-Cornailles | 274 (2013)     | –          | – Einw./km²        | 62070      | 62127        |
| Bajus                   | 367 (2013)     | –          | – Einw./km²        | 62077      | 62150        |
| Berles-Monchel          | 494 (2013)     | –          | – Einw./km²        | 62113      | 62690        |
| Béthonsart              | 156 (2013)     | –          | – Einw./km²        | 62118      | 62690        |
| Cambligneul             | 331 (2013)     | –          | – Einw./km²        | 62198      | 62690        |
| Camblain-l’Abbé         | 632 (2013)     | –          | – Einw./km²        | 62199      | 62690        |
| Capelle-Fermont         | 202 (2013)     | –          | – Einw./km²        | 62211      | 62690        |
| Chelers                 | 273 (2013)     | –          | – Einw./km²        | 62221      | 62127        |
| La Comté                | 858 (2013)     | –          | – Einw./km²        | 62232      | 62150        |
| Frévillers              | 251 (2013)     | –          | – Einw./km²        | 62362      | 62127        |
| Frévin-Capelle          | 370 (2013)     | –          | – Einw./km²        | 62363      | 62690        |
| Gouy-en-Ternois         | 157 (2013)     | –          | – Einw./km²        | 62381      | 62127        |
| Hermaville              | 533 (2013)     | –          | – Einw./km²        | 62438      | 62690        |
| Izel-lès-Hameau         | 698 (2013)     | –          | – Einw./km²        | 62477      | 62690        |
| Magnicourt-en-Comte     | 619 (2013)     | –          | – Einw./km²        | 62536      | 62127        |
| Maizières               | 176 (2013)     | –          | – Einw./km²        | 62542      | 62127        |
| Mingoval                | 229 (2013)     | –          | – Einw./km²        | 62574      | 62690        |
| Monchy-Breton           | 434 (2013)     | –          | – Einw./km²        | 62580      | 62127        |
| Penin                   | 462 (2013)     | –          | – Einw./km²        | 62651      | 62127        |
| Savy-Berlette           | 949 (2013)     | –          | – Einw./km²        | 62785      | 62690        |
| La Thieuloye            | 477 (2013)     | –          | – Einw./km²        | 62813      | 62130        |
| Tilloy-lès-Hermaville   | 226 (2013)     | –          | – Einw./km²        | 62816      | 62690        |
| Tincques                | 859 (2013)     | –          | – Einw./km²        | 62820      | 62127        |
| Villers-Brûlin          | 298 (2013)     | –          | – Einw./km²        | 62856      | 62690        |
| Villers-Châtel          | 140 (2013)     | –          | – Einw./km²        | 62857      | 62690        |
| Villers-Sir-Simon       | 122 (2013)     | –          | – Einw./km²        | 62860      | 62127        |